# Araneus uniformis
Araneus uniformis är en spindelart som först beskrevs av Eugen von Keyserling 1879.  Araneus uniformis ingår i släktet Araneus och familjen hjulspindlar. Inga underarter finns listade i Catalogue of Life.